# Барон Уэст
Барон Уэст (англ. Baron West) — старинный баронский титул в системе Пэрства Англии. Он был создан 21 июня 1402 года для Томаса Уэста (1365—1405). Титул передавался по мужской линии до смерти в 1554 году Томаса Уэста, 9-го барона де Ла Варра и 6-го барона Уэста (ок. 1475—1554).

## История
Томас Уэст, 1-й барон Уэст, был сыном сэра Томаса Уэста (1312—1386) из поместья Брод Хэмпстон в графстве Девоншир. Он женился на Джоан де Ла Варр (умерла в 1382), вдове Ральфа де Уилингтона, дочери Роджера де Ла Варра, 3-го барона де Ла Варра (умер в 1370). Томасу наследовал его старший сын, Томас Уэст, 2-й барон Уэст (около 1391—1416). После гибели Томаса титул наследовал его младший брат, Реджинальд Уэст, 3-й барон Уэст (1395—1450). В 1427 году он унаследовал титул 6-го барона де Ла Варра. Два баронских титула сохранялись в семье Уэст до смерти Томаса Уэста, 6-го барона Уэста и 9-го барона де Ла Варра.

## Бароны Уэст (1402)
- Томас Уэст, 1-й барон Уэст (1365 — 17 апреля 1405), единственный сын сэра Джона Уэста (1312—1386)
- Томас Уэст, 2-й барон Уэст (около 1391 — 30 сентября 1416), старший сын предыдущего
- Реджинальд Уэст, 6-й барон де Ла Варр и 3-й барон Уэст (5/7 сентября 1395 — 27 августа 1450), второй сын Томаса Уэста, 1-го барона Уэста, младший брат предыдущего
- Ричард Уэст, 7-й барон Де Ла Варр и 4-й барон Уэст (28 октября 1430 — 10 марта 1476), старший сын предыдущего
- Томас Уэст, 8-й барон Де Ла Варр и 5-й барон Уэст (около 1457 — 11 октября 1525), старший сын предыдущего
- Томас Уэст, 9-й барон Де Ла Варр и 6-й барон Уэст (около 1479 — 25 сентября 1554), старший сын предыдущего от второго брака.